# Пелак, Албин
Албин Пелак (серб. Albin Pelak; род. 9 апреля 1981, Нови-Пазар, Кралево) — боснийский футболист, полузащитник, завершивший игровую карьеру.

## Клубная карьера
Пелак начинал играть в Хорватии. Он является воспитанником клуба «Вартекс». Затем футболист вернулся на родину и выступал за местные команды «Сараево», «Железничар» и «Олимпик». В 2003 году Пелак ездил в Японию, где несколько месяцев играл за «Сересо Осака».
Затем футболист вернулся в Хорватию, где заключил контракт с титулованным загребским «Динамо», за который Пелак так и не сыграл ни разу.
В 2007 году полузащитник заключил контракт с российской командой Первого дивизиона «Звезда» (Иркутск). За неё Пелак провел 6 игр.

## Карьера в сборной
Албин Пелак несколько раз привлекался в национальную сборную Боснии и Герцеговины. За неё он сыграл в двух встречах.

## Достижения
«Сараево»
- Чемпион Боснии и Герцеговины: 1999
- Обладатель Кубка Боснии и Герцеговины: 1997, 1998, 2002, 2005
- Обладатель Суперкубка Боснии и Герцеговины: 1997
- Серебряный призёр чемпионата Боснии и Герцеговины: 1995, 1997, 1998
- Бронзовый призёр чемпионата Боснии и Герцеговины: 2001, 2003, 2004